# Patrick Arnaud
Pour les articles homonymes, voir Patrick Arnaud (sportif) et Arnaud.
Patrick Arnaud est un entomologiste français.

## Sa vie
Patrick Arnaud est biochimiste de formation, mais c'est l'entomologie qui l'attire très vite, ce qui le conduit à rassembler une collection de coléoptères longicornes.
Cependant, durant son service militaire en Guyane, il est attiré par des coléoptères aux couleurs rutilantes et aux variations multiples, ce sont les Phanaeus et genres voisins. Il se consacrera par la suite presque entièrement aux bousiers.
Les cétoines seront également un sujet de collection et d'étude.

## Travaux entomologiques
De ses voyages aux îles Philippines il rapporte de nombreuses espèces nouvelles de cétoines (Scarabeidae).
Ses contacts avec les spécialistes contemporains des scarabéides tels Yves Cambefort, David Edmonds, Miguel-Angel Morón, Henry Howden, François Génier, Brett Ratcliffe lui permettront notamment de publier ses descriptions dans le Bulletin de la Société Sciences Nat, puis quand le bulletin cesse de paraître, il fonde la revue Besoiro.
Il coopère avec de nombreux musées étrangers (Londres, Berlin, Bruxelles,  Frankfort, Rio, Sao Paulo, Ottawa, Quito, ...)  ainsi qu'avec le Muséum national d'histoire naturelle (de Paris).
Il rédige par ailleurs le volume 28 de la série Les Coléoptères du Monde, consacré aux Phanaeini des genres Coprophanaeus, Oxysternon, Phanaeus et genres voisins.
En plus de ses travaux entomologiques il organise un salon international d'entomologie en 1995. Dès la première année, il est le point de rencontre des entomologistes du monde entier qui vont pouvoir s'y connaître, échanger des informations et des insectes. L'exposition entomologique de Juvisy, véritable succès, est devenue la plus importante manifestation de ce type au monde, attirant les amateurs et les professionnels de tous les continents.
Il était marié à l'entomologiste Lydie Arnaud, spécialiste des Membracides qui a décrit plusieurs espèces nouvelles,.

## Noms de genre et d'espèces dédiés
Fin connaisseur des scarabéides (Scarabeoidea) il s'est vu dédier de nombreux taxa nouveaux, souvent sur la base de matériel récolté lors de ses prospections, par exemple:
- Abatocera arnaudi Rigout, 1982
- Aegus arnaudi Bomans et Bartolozzi, 1993
- Agestrata arnaudi Allard, 1990
- Antichiroides arnaudi Soula, 1998
- Clerota arnaudi Alexis & Delpont, 1998
- Cyclocephala arnaudi Dechambre, 1980
- Dorysthetus arnaudi Soula, 1998
- Eurystemus arnaudi Génier, 2009
- Hylobothynus arnaudi Dechambre, 1979
- Hypaspidius patrickarnaudi Soula, 2002
- Odontotrypes arnaudi Howden, 2006
- Operclipygus arnaudi Degallier, 1982
- Pelidnota arnaudi Soula, 2009
- Pseudothyridium arnaudi Soula, 2002

## Taxa décrits
Une liste des 126 noms nouveaux qu'il a créés a été publiée sur le web.